# سرژ لئوکو
سرژ لئوکو (انگلیسی: Serge Leuko؛ زادهٔ ۴ اوت ۱۹۹۳) بازیکن فوتبال اهل کامرون است.
از باشگاه‌هایی که در آن بازی کرده است می‌توان به باشگاه فوتبال لوگو و باشگاه ورزشی بووران اشاره کرد.
وی همچنین در تیم‌های ملی فوتبال زیر ۲۰ سال کامرون و کامرون بازی کرده است.